# John Virapen
John Virapen (* 1943 als Kind indischer Einwanderer in Britisch-Guayana; † 26. April 2015) war Manager der Pharmakonzerne Eli Lilly and Company (1980 bis 1988 Geschäftsführer) und Novo Nordisk, der 2006 unter dem Pseudonym John Rengen auf Deutsch einen Enthüllungsroman über Manipulationen bei der Arzneimittelzulassung herausgab. Der Roman Rubio spuckt’s aus. A story from a Pharma-Insider weist Parallelen zwischen der Hauptfigur und dem Autor auf. Der Autor beschreibt in seinem Buch Manipulationen bei der Zulassung des Antidepressivums Prozac in Schweden, in deren Rahmen er Professoren, Gutachter und Staatsbeamte bestochen habe. Im Dezember 2006 trat Virapen in Hamburg auf einer Veranstaltung der von Scientology-Mitgliedern gegründeten Kommission für Verstöße der Psychiatrie gegen Menschenrechte auf. Virapen äußerte gegenüber der taz, nur das Forum genutzt zu haben und darüber hinaus keinerlei Verbindungen zum KVPM e.V. oder Scientology zu unterhalten.
2008 folgte ein Sachbuch unter seinem richtigen Namen, das aus dem deutschen Original in 18 weitere Sprachen übersetzt und kontrovers diskutiert wurde, mit vielen enthusiastischen Kommentaren von pharmakritischen Patienten in Onlineforen, die ihre Skepsis gegenüber der pharmazeutischen Industrie bestätigt sahen. Neben zahlreichen weiteren Insidern aus unter anderem Medizin und Pharmaindustrie trat Virapen im selben Jahr in der Frontal21-Dokumentation „Das Pharmakartell“ auf, worin auch Prozac und Präparate gleichen Wirktyps thematisiert werden. Virapen gab dort Einblicke zu deren Motiven.

## Werke
- John Rengen, Olaf Nollmeyer: Rubio spuckt’s aus. A Story from a Pharma-Insider. Trafo, Berlin 2006, ISBN 978-3-89626-605-7.
- John Virapen: Nebenwirkung Tod. Ein Ex-Manager der Pharmaindustrie packt aus; [die Wahrheit über Scheinwissenschaftlichkeit, Korruption, Bestechung, Manipulation und Schwindel in der Pharmawelt]. Bucher, Kleinsendelbach 2009 (5., überarbeitete und aktualisierte Auflage), ISBN 978-3-934246-04-1 (deutsche Erstausgabe: Nebenwirkung Tod. Korruption in der Pharma-Industrie. Neuer Europa-Verlag, Leipzig 2008, ISBN 978-3-86695-920-0).
- John Virapen: Side Effects Death – Confessions of a Pharma-Insider. Mazaruni Publishing, März 2009 (1. E-Book, englisch)